# Lothar H. Wieler
Lothar Heinz Wieler, né le 8 février 1961 à Beuel (état de Bonn), est un vétérinaire allemand spécialisé en microbiologie. Il est président de l'Institut Robert-Koch depuis mars 2015. Il acquiert une notoriété nationale lors de la pandémie de Coronavirus de 2020. 

## Biographie
Wieler est originaire de Königswinter, le père était vétérinaire et la mère fermière. Il étudie la médecine vétérinaire de 1980 à 1985 à l'université libre de Berlin et à l'université Louis-et-Maximilien de Munich. Il travaille de 1987 à 1990 comme assistant de recherche, au département de pathologie, à l'université d'Ulm. En 1988, il obtient son doctorat à l'université Louis-et-Maximilien de Munich. De 1990 à 1998, il est assistant de recherche à l'Institut d'hygiène et des maladies infectieuses des animaux de l'université de Giessen, et mène des recherches sur le thème des maladies infectieuses et de l'hygiène des animaux pour son habilitation.  
En 1998, il devient professeur de microbiologie et d'épidémiologie animale au département de médecine vétérinaire de l'université libre de Berlin et directeur général de l'institut de microbiologie et d'épidémies animales. Il est président de l'Institut Robert-Koch depuis mars 2015 .
Wieler est marié et vit avec sa femme à Berlin. Il est père de deux filles adultes . 

## Travaux
Lothar Wieler effectue des recherches sur la pathogenèse moléculaire et l'épidémiologie des bactéries résistantes des  pathogènes , en particulier les agents zoonotiques, au sein de l'espèce Escherichia coli, Staphylococcus aureus et pseudintermedius Staphylococcus, mettant l'accent sur l'élucidation des mécanismes qui aident les agents pathogènes bactériens à infecter avec succès différents hôtes.  
- Membre du comité consultatif interne de la Plateforme nationale de recherche sur les zoonoses (2009-2014)
- Membre du conseil d'administration de la Société vétérinaire allemande (2009-2014)
- Président du conseil scientifique de l'Institut Friedrich-Loeffler (2011-2015)
- Membre de la commission de protection du ministère fédéral de l'Intérieur (2012-2015)
- Membre (numéro d'immatriculation 7382) de l'Académie allemande des sciences Leopoldina  (depuis le 28 Septembre 2010)
- Membre du Comité consultatif médical militaire du ministère fédéral de la Défense (depuis avril 2011)
- Membre du comité consultatif scientifique du réseau international Global Research Collaboration for Infectious Disease Preparedness (GloPID-R) (depuis janvier 2016)
- Sénateur de la section de médecine vétérinaire Leopoldina (depuis février 2016)
- Membre du conseil d'administration de l'Association internationale des instituts nationaux de santé publique (depuis octobre 2017)

## Récompenses et distinctions
- Prix du jeune scientifique de la Société vétérinaire allemande (1997)
- Prix principal de la Société allemande d'hygiène et de microbiologie (2007)
- Prix Walter-Frei, Faculté Vetsuisse, Université de Zurich (2016)